# A.S.D. Unione Fincantieri Monfalcone
Associazione Sportiva Dilettantistica Unione Fincantieri Monfalcone (thường được gọi là Monfalcone hoặc UFM Monfalcone) là câu lạc bộ bóng đá Ý đến từ Monfalcone (tỉnh Gorizia, Friuli-Venezia). Trong mùa bóng đá 2016-2017, nó đã chơi ở Terza Cargetoria FVG.

## Lịch sử
Câu lạc bộ thể thao, sinh năm 1912 trong thời thống trị Áo-Hung, bắt đầu hoạt động sau khi Thế chiến thứ nhất kết thúc.
Đội bóng, đã hoạt động vào năm 1919, phát triển dần dần cho đến khi vào Giải hạng hai của giải vô địch bóng đá Ý, bước cuối cùng trước hạng mục quốc gia cao nhất, và nó đã hợp nhất vào năm 1923 với hai câu lạc bộ địa phương khác: SC Monfalcone và GS Cantiere Navale Triestino.
Bất ngờ giành được chức vô địch vòng C Prima Divisione năm 1929, đội được nhận vào Serie B đầu tiên trong mùa giải 1929-1930 và trong hai mùa tiếp theo.
Vào tháng 11 năm 1932, cuộc khủng hoảng tài chính lớn của Cantiere Navale Triestino, công ty quản lý bến cảng địa phương, đã buộc đội dừng hoạt động sau 6 ngày, điều đó đồng nghĩa với việc phải xuống hạng trước đó.
Gặp rắc rối trong giai đoạn trước Chiến tranh Italo-Ethiopia lần thứ hai, nó đã tìm cách chiếm lĩnh vùng đất đã mất và chỉ sau 3 mùa giải, nó đã trở lại thi đấu ở giải vô hạng ba, từ năm 1935 đến cách đây không lâu được gọi là Serie C.
Sau khi gián đoạn các hoạt động do chiến tranh, năm 1945, câu lạc bộ thể thao đã chia làm hai: Associazione Calcio Monfalconese (ACM) và Cantieri Riuniti dell'Adriatico Monfalcone (CRDA Monfalcone). Sự phân chia như vậy đã không tồn tại lâu và sau 7 năm hoạt động cá nhân, hai đội hợp nhất dưới danh nghĩa CRDA Monfalcone.
Năm 1962, Monfalcone đã giành chức vô địch Serie D và do đó có thể tham gia Serie C 1962-1963; năm 1968 đổi tên thành Associazione Calcio Monfalcone. Nó đã xuống hạng từ Serie C vào cuối năm 1970-71 và trong khoảng 20 năm, đội đã thi đấu ở Serie D và Eccellenza.
Năm 1993, câu lạc bộ đóng cửa và năm 1994, một câu lạc bộ thể thao mới được thành lập với tên Unione Sportiva Calcio Monfalcone. Bắt đầu từ Terza Cargetoria, nó đã leo thang 5 hạng mục cho đến khi được thăng hạng, vào năm 2002, đến Serie D.
Vào cuối mùa Eccellenza 2010-11, câu lạc bộ đã xuống hạng Promozione, nhưng đã quyết định sáp nhập với đội thứ hai của thành phố, Fincantieri Calcio, để ở lại Eccellenza và xây dựng một câu lạc bộ mạnh hơn, lấy tên hiện tại trong quá trình.
Vào mùa 2012-13 Eccellenza, sau 10 năm, câu lạc bộ đã được thăng hạng trở lại Serie D, nơi chỉ duy trì được một năm cho đến cuối mùa 2013-2014, nó đã bị rớt xuống Eccellenza. Giành được chức vô địch sau đó, nó đã được thăng hạng trở lại Serie D, nhưng điều này đã không kéo dài trong mùa giải tiếp theo với tình hình kinh tế của câu lạc bộ.
Giành chức vô địch 2016-17 tại Terza Cargetoria, đội đã được thăng hạng lên Seconda Cargetoria.

## Màu sắc
Màu sắc của nó là xanh và trắng.